# Єрошкино (Куженерський район)
Єро́шкино (рос. Ерошкино, марій. Йорош) — присілок у складі Куженерського району Марій Ел, Росія. Входить до складу Тум'юмучаського сільського поселення.

## Населення
Населення — 38 осіб (2010; 49 у 2002).
Національний склад (станом на 2002 рік):
- марі — 96 %